# The Golden Apple
The Golden Apple est une comédie musicale américaine en deux actes créée en 1954. L'histoire s'inspire librement de l'histoire de la guerre de Troie, en particulier de l’Iliade et de l’Odyssée d'Homère, dont elle transpose l'intrigue dans l'État de Washington dans les années 1900.

## Genèse
Le livret et les paroles sont écrits par John La Touche, et la musique est composée par Jerome Moross, qui en assure l'orchestration avec Hershy Kay. Le producteur de la pièce est Norman Lloyd. Les décors sont conçus par William et Jean Eckart et les costumes par Alvin Colt.

## Création
The Golden Apple est créé en mars 1954 au Phoenix Theatre, dans l'Off-Broadway. La comédie est ensuite transportée à l'Alvin Theater de Broadway, où elle se joue du 20 avril au 7 août. The Golden Apple obtient des critiques élogieuses, mais ne rencontre pas un très grand succès auprès du public.
La pièce est reprise plusieurs fois aux États-Unis. Elle est mise en scène à New York en 1990. Elle est reprise à San Francisco en 2006 à l'Eureka Theatre.

### Distribution de l’Alvin Theatre
- Hélène (mezzo-soprano) : Kaye Ballard
- Lovey Mars (alto) : Bibi Osterwald
- Pénélope (soprano) : Priscilla Gillette
- Ulysse (baryton): Stephen Douglass
- Pâris (rôle dansé) : Jonathan Lucas
- Hector (basso) : Jack Whiting
- Ménélas (ténor) : Dean Michener
- Mrs. Juniper (mezzo-soprano) : Geraldine Viti
- Miss Minerva Oliver (soprano) : Portia Nelson
- Mother Hare (alto) : Nola Day

## Argument
The Golden Apple comprend deux actes dont le premier s'inspire librement de l’Iliade et le second de l’Odyssée. L'intrigue se déroule dans l’État de Washington, dans la petite ville d'Angel's Roost, près du mont Olympe, autour de 1900, peu après la guerre hispano-américaine. La pièce est entièrement chantée.

### Acte I
Au début de l'acte I, les femmes d'Angel's Roost attendent le retour de leurs maris, partis faire la guerre hispano-américaine (Nothing Eever Happens in Angel's Roost). Pénélope, en particulier, rêve au retour de son mari, Ulysse (My Love Is on the Way). Les vétérans de la guerre reviennent enfin, menés par Ulysse (It Was a Glad Adventure et Come Along, Boys). Ulysse et Pénélope se retrouvent (It's the Coming Home Together). Mother Hare, une diseuse de bonne aventure, a prédit que la fin de la guerre ne fait qu'annoncer d'autres ennuis aux gens de la ville. Hélène, fille de fermier et femme de peu de vertu, a épousé un vieux shérif, Ménélas, ce qui attriste tous les hommes de la ville (Helen Is Always Willing). Peu après, un concours de cuisine a lieu entre trois femmes de la ville : Lovey Mars, Mrs. Juniper et Miss Minerva Oliver. Celle qui aura préparé la meilleure apple pie remportera une (broderie de) pomme d'or. Les trois femmes prennent pour juge un marchand de vêtements féminins, Pâris, qui vient d'arriver en ville en montgolfière (The Judgment of Paris). Lovey Mars promet à Pâris de mettre dans ses bras Hélène s'il la fait gagner. Pâris accepte et Lovey Mars remporte le concours. Une passion torride naît bientôt entre Hélène et Pâris (Lazy Afternoon), et tous deux s'envolent en montgolfière vers Rhododendron, ville natale de Pâris.

### Acte II
Dans l'acte II, Ulysse et ses hommes se lancent à la poursuite des deux adultères afin de rendre Hélène à Ménélas. Arrivé à Rhododendron, Ulysse retrouve Pâris et se bat victorieusement contre lui. Hélène se décide alors à rentrer chez Ménélas. C'est alors qu'intervient le maire de Rhododendron, Hector (Hector's Song), qui, pour retarder le retour des vainqueurs, les convie à faire la fête toute la nuit dans la ville. Les hommes restent finalement dix ans à Rhododendron, et Ulysse perd ses compagnons les uns après les autres. Ulysse a affaire à Calypso (Calypso), à Charybde et Scylla (Scylla and Charybdis), à une sirène (By Goona-Goona Lagoon), à une scientifique folle (Doomed, Doomed, Doomed) et à Circé (Circe, Circe). Ulysse finit par rentrer auprès de Pénélope (Finale: Going Home Together).